# Zale janisca
Zale janisca är en fjärilsart som beskrevs av William Schaus 1901. Zale janisca ingår i släktet Zale och familjen nattflyn. Inga underarter finns listade i Catalogue of Life.